# CDC34
CDC34‏ (Cell division cycle 34) هوَ بروتين يُشَفر بواسطة جين CDC34 في إنسان.